# 狭穂姫命
狭穂姫命（さほひめのみこと、生年不詳 - 垂仁天皇5年10月）は、日本の皇族。
記紀に伝えられる垂仁天皇の最初の皇后（垂仁天皇2年2月9日立后）で、皇子誉津別命（本牟智和気御子）の生母。同母兄に狭穂彦王（沙本毘古）がおり、垂仁天皇治世下における同王の叛乱の中心人物。『日本書紀』では狭穂姫、『古事記』では沙本毘売命、または佐波遅比売命に作る。
父は彦坐王（開化天皇の皇子）、母は沙本之大闇見戸売（春日建国勝戸売の女）。同母の兄弟として狭穂彦王の他に袁邪本王（次兄。葛野別・近淡海蚊野別の祖）、室毘古王（弟。若狭耳別の祖）がいた（『古事記』）。
ちなみに垂仁天皇の次の皇后である日葉酢媛命は彦坐王の子である丹波道主王の女であり、姪に当たる。
『古事記伝』の伊邪河宮（開化天皇）の条に「後世の歌に、佐保姫と云ことあり」等の記述があり、春をつかさどるとされる佐保姫との関連性が指摘されている。

## 狭穂彦王の叛乱
『古事記』中巻の垂仁天皇記と『日本書紀』垂仁天皇4・5年条において語られている。特に『古事記』中巻では倭建命の説話と共に叙情的説話として同書中の白眉とも評され、また同じく同母兄妹の悲恋を語る下巻の木梨之軽王と軽大郎女の説話と共に文学性に富む美しい物語とも評されている。

### あらすじ
以下は『古事記』におけるあらすじで名前の表記も同書に従う。
狭穂毘売は垂仁天皇の皇后となっていた。ところがある日、兄の狭穂毘古に「お前は夫と私どちらが愛おしいか」と尋ねられて「兄のほうが愛おしい」と答えたところ、短刀を渡され天皇を暗殺するように言われる。
妻を心から愛している天皇は何の疑問も抱かず姫の膝枕で眠りにつき、姫は三度短刀を振りかざすが夫不憫さに耐えられず涙をこぼしてしまう。目が覚めた天皇から、夢の中で「錦色の小蛇が私の首に巻きつき、佐保の方角から雨雲が起こり私の頬に雨がかかった。」これはどういう意味だろうと言われ、狭穂毘売は暗殺未遂の顛末を述べた後兄の元へ逃れてしまった。
反逆者は討伐せねばならないが、天皇は姫を深く愛しており、姫の腹には天皇の子がすくすくと育っていた。姫も息子を道連れにするのが忍びなく天皇に息子を引き取るように頼んだ。
天皇は敏捷な兵士を差し向けて息子を渡しに来た姫を奪還させようとするが、姫の決意は固かった。髪は剃りあげて鬘にし腕輪の糸は切り目を入れてあり衣装も酒で腐らせて兵士が触れるそばから破けてしまったため姫の奪還は叶わない。天皇が「この子の名はどうしたらよいか」と尋ねると、姫は「火の中で産んだのですから、名は本牟智和気御子とつけたらよいでしょう」と申し上げた。また天皇が「お前が結んだ下紐は、誰が解いてくれるのか」と尋ねると、姫は「旦波比古多多須美知能宇斯王に兄比売と弟比売という姉妹がいます。彼女らは忠誠な民です。故に二人をお召しになるのがよいでしょう」と申し上げた。そうして炎に包まれた稲城の中で、狭穂毘売は兄に殉じてしまった。